# Cairn terrier
Cairn Terrier este o rasă de câini. Are aspect de vulpe, blană exterioară tare și deasă și un strat inferior scurt, moale și lipit de piele. De asemenea, are picioare scurte, o constituție solidă și urechi mici și ascuțite.
Deși nu sunt greoi, Cairn Terrier sunt căței foarte musculoși, isteți, rezistenți, insistenți, neînfricați, voioși și activi.
Se recomandă persoanelor care locuiesc la apartament.
Poate fi lăsat singur dar doar în prezența unui alt câine.